# طراد بيزا المدرع
طراد مدرع من فئة بيزا هي فئة طرادات مدرعة بنيت في إيطاليا وصنع منها 3 طرادات مدرعة (أفيروف وأمالفي وبيزا) خلال الفترة من 1905 -1910، بنيت السفن الثلاث في إيطاليا وسلحت من قبل شركة ذخائر إيلسويك البريطانية، كانت السفن الثلاث قد طلبت للبحرية الإيطالية إلا أن مشاكل تتعلق بالميزانية قد أفضت إلى بيع السفينة الثالثة إلى اليونان التي حملت اسم جيورجيوس أفيروف.
خدم الطراد أفيروف في البحرية اليونانية حتى العام 1952 وقد وضع بعدها في متحف للسفن في فاليرون باليونان، أما أمالفي فقد أغرق خلال الحرب العالمية الأولى بينما خدم بيزا حتى العام 1937 في البحرية الإيطالية.